# Asz-Sza’ira
Asz-Sza’ira (arab. الشعيرة) – wieś w Syrii, w muhafazie Hama. W 2004 roku liczyła 529 mieszkańców.